# Ngọc Lập
Ngọc Lập là một xã thuộc huyện Yên Lập, tỉnh Phú Thọ, Việt Nam.
Xã Ngọc Lập có diện tích 30,62 km², dân số năm 1999 là 5489 người, mật độ dân số đạt 179 người/km².